# Schoorl aan Zee
Schoorl aan Zee is een badplaats in de gemeente Bergen in de Nederlandse provincie Noord-Holland. Formeel valt Schoorl aan Zee voor een groot deel onder Schoorl; een deel wordt bij Groet gerekend.
De plaats ligt tussen Bergen aan Zee en Hargen aan Zee. Omdat Schoorl aan Zee in het oosten (landinwaarts) geflankeerd wordt door duinbossen van de Boswachterij Schoorl en Schoorlse Duinen is het alleen te voet of met de fiets te bereiken. De plaats bestaat uitsluitend uit voor recreatie bedoelde tijdelijke bebouwing. Na afloop van het seizoen wordt de gehele bebouwing afgebroken, behalve de fietsenstalling achter het duin.
Schoorl aan Zee is bekend van het naaktstrand en sinds 1997 ook van het natuurgebied De Kerf. In dat jaar werd in de eerste duinenrij een opening gegraven, zodat het zeewater de achterliggende duinvallei kon bereiken waardoor in het brakke water een nieuwe vegetatie kon ontstaan.
Op het strand van Schoorl aan Zee spoelde in 1989 een volwassen maanvis aan. In januari 2003 spoelde weer een maanvis aan; in dit geval bleek het om een jong exemplaar te gaan.

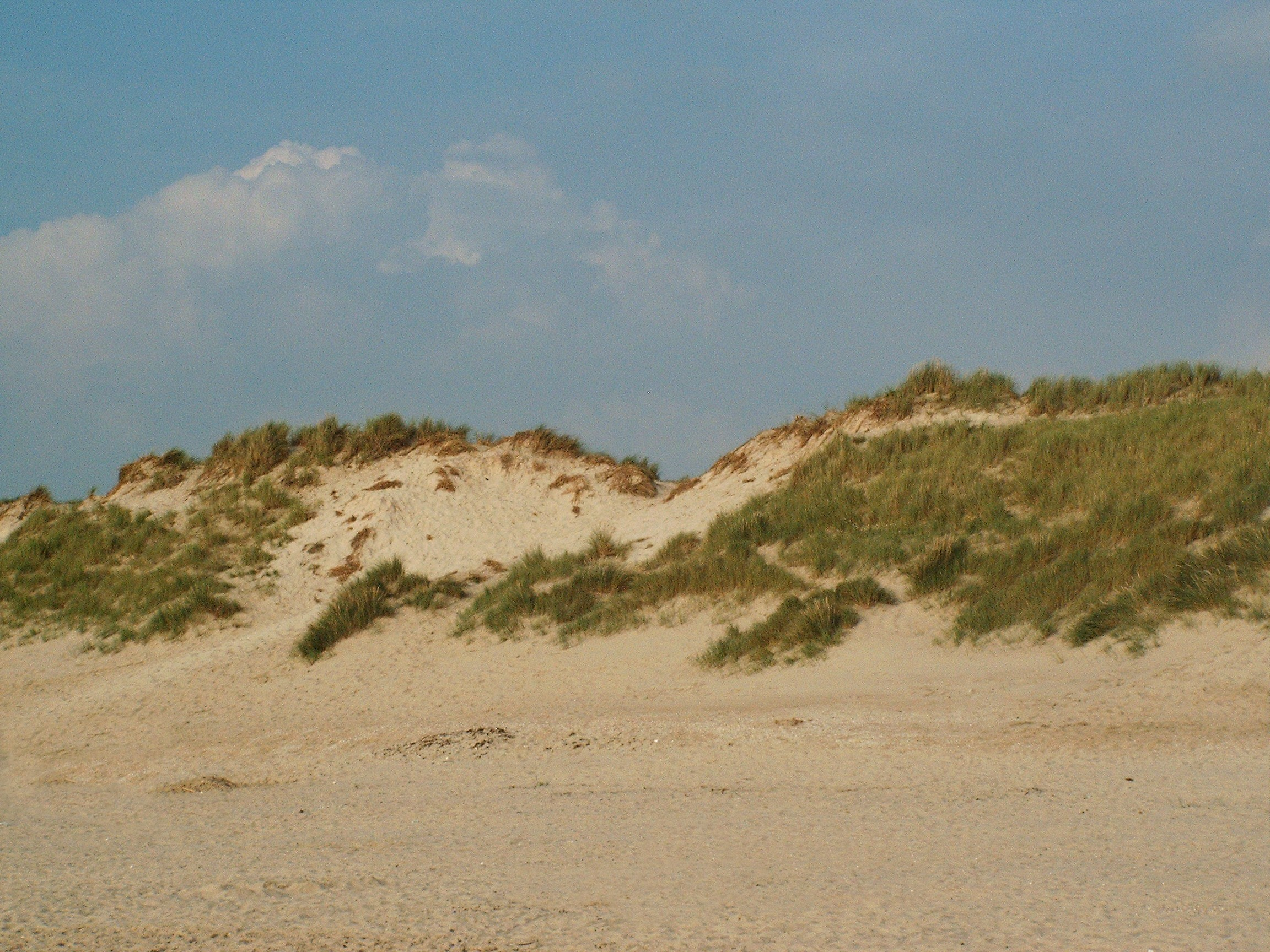
Duinen van Schoorl aan Zee

Dorpen en gehuchten: Aagtdorp · Bergen · Bergen aan Zee · Bregtdorp · Catrijp · Camperduin · Egmond aan den Hoef · Egmond aan Zee · Egmond-Binnen · Groet · Hargen · Rinnegom · Schoorl · Schoorldam (deels) · Wimmenum

Buurtschappen: Duyncroft · Egmondermeer · Het Woud · Westdorp · Zanegeest

Badplaatsen (zonder woonkern): Hargen aan Zee · Schoorl aan Zee

Voormalige buurtschappen: Oostdorp · Oudburg

Voormalige gemeenten: Bergen · Egmond · Schoorl

Noord-Holland: Steden en dorpen      Nederland: Provincies · Gemeenten